# Rainer Gussek
Rainer Gussek (* 1964 in Nordhorn) ist ein deutscher Hörspielautor.
Gussek studierte Geschichte, Politik und Volkswirtschaft und arbeitet seit 1992 als freier Kinderbuchautor und Regisseur. Seitdem hat er etwa 50 Hörspiele für Kinder geschrieben. 2007 wurde er mit dem Hörspielpreis der Stadt Karlsruhe ausgezeichnet. Für das Theater bearbeitete er die Musical-Bücher "Ritter Rost" von Jörg Hilbert und Felix Janosa. Gleichzeitig ist er der Verleger des Kinderhörbuchverlags Audiolino.

## Werke
Bücher
- Der Fluch des Barden (1999)
- Mummenschanz (2001)

Hörspiele
- Der letzte Schneeball trifft (2001)
- Samson & Roberto (2002)
- Der Zauberlehrling (2007)